# Danischmend Ghazi
Danischmend Ghazi, mit vollem Namen Gümüştekin Danischmend Ahmed Ghazi oder Danischmend Taylu († 1104), war der Gründer der Danischmendendynastie. Nach dem Vordringen der Türken, die die Byzantiner in der Schlacht von Manzikert vernichtend schlugen, kontrollierten die Danischmenden den nördlichen und mittleren Teil Anatoliens.

## Name und Titel
Danischmend Ghazi ist unter verschiedene Namen bekannt. Da Danischmend Ghazis Sohn ebenfalls Gümüştekin hieß, wird der Vater oft kurz Danischmend Ghazi und der Sohn Emir Ghazi genannt. Danischmend Ghazi wird auch manchmal mit dem Titel Malik belegt. Der Titel Malik wurde der Dynastie erst 1134 von den abbasidischen Kalifen von Bagdad verliehen. Trotzdem wurde die Bezeichnung von Zeitgenossen und Historikern rückwirkend auch auf Danischmend Ghazi angewandt. Den Titel Ghāzī (Sieger) erhielt Danischmend wegen seiner Verdienste im Krieg.
Einige Quellen behaupten, dass die Danischmenden Verwandte der seldschukischen Sultane waren.

## Leben
Danischmend Ghazi eroberte die Stadt Niksar und machte diese zu seiner Hauptstadt. Später eroberte er Sivas, Tokat und Euchaita. Sein Reich wurde ab 1097 vielfach von den Rum-Seldschuken bedrängt; nur das Auftreten der Kreuzritter führte zu vorübergehender Einigkeit. Während des ersten Kreuzzuges drohten die Kreuzritter direkt durch das Gebiet Danischmend Ghazis zu marschieren. So beteiligte sich Danischmend Ghazi 1097 auf rum-seldschukischer Seite an der Schlacht von Doryläum. Die Schlacht endete in einer Niederlage, die Kreuzfahrer wählten daraufhin aber den beschwerlicheren Weg über Iconium, über den sie Danischmend Ghazis Machtzentren auswichen. 1100 konnte er Bohemund von Tarent gefangen nehmen; Kreuzfahrerheere, die 1101 in sein Gebiet eindrangen, konnte er besiegen. Danischmend Ghazi erweiterte sein Gebiet Richtung Süden und nahm 1103 Malatya ein.
Danischmends angebliches Grab befindet sich in Niksar. Sein Nachfolger wurde sein Sohn Emir Ghazi Gümüştekin. 
Danischmend Ghazi wurde posthum der Held des Epos Danischmendname, dessen Geschichten mit denen des historisch schwer fassbaren Battal Ghazis vermischt sind. Die einzelnen Geschichten des Danischmendname wurden erst unter Sultan Kai Kobad I. vom Rum zu einem Buch zusammengetragen. Die endgültige Form erhielt das Danischmendname im 15. Jahrhundert unter dem osmanischen Sultan Murad III.